# Cổng Ishtar
Cổng Ishtar (tiếng Ba Tư: دروازه ایشتار; tiếng Ả Rập: بوابة عشتار)

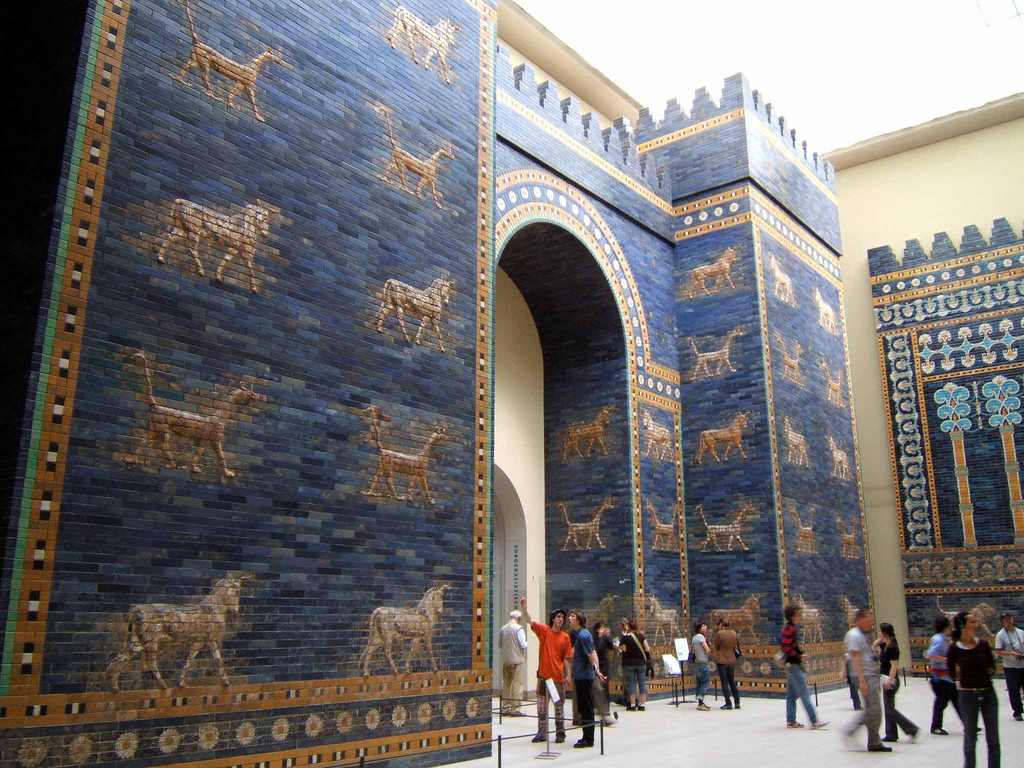
Cổng Ishtar được phục dựng tại bảo tàng Pergamon, Berlin

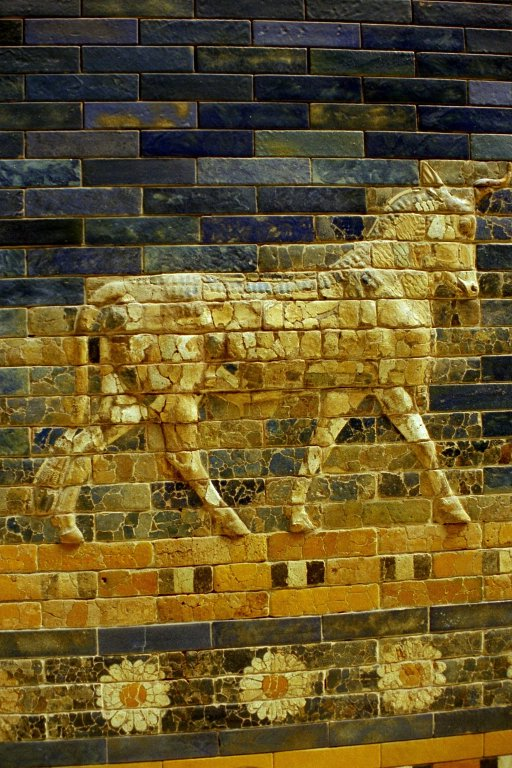
Một con bò rừng châu Âu phía trên ba bông hoa

là cổng thứ tám dẫn vào trung tâm thành phố Babylon. Nó được xây dựng năm 575 TCN theo lệnh của vua Nebuchadnezzar II và nằm về phía bắc của thành phố.

## Lịch sử
Được xây dựng để tôn vinh nữ thần Babylon Ishtar, công trình này sử dụng gạch tráng men với những dãy phù điêu đắp nổi hình Mušḫuššu (rồng) và bò rừng châu Âu.
Theo như tấm bảng ghi công, mái và các cửa của cổng này làm từ cây tuyết tùng.

## Hình ảnh

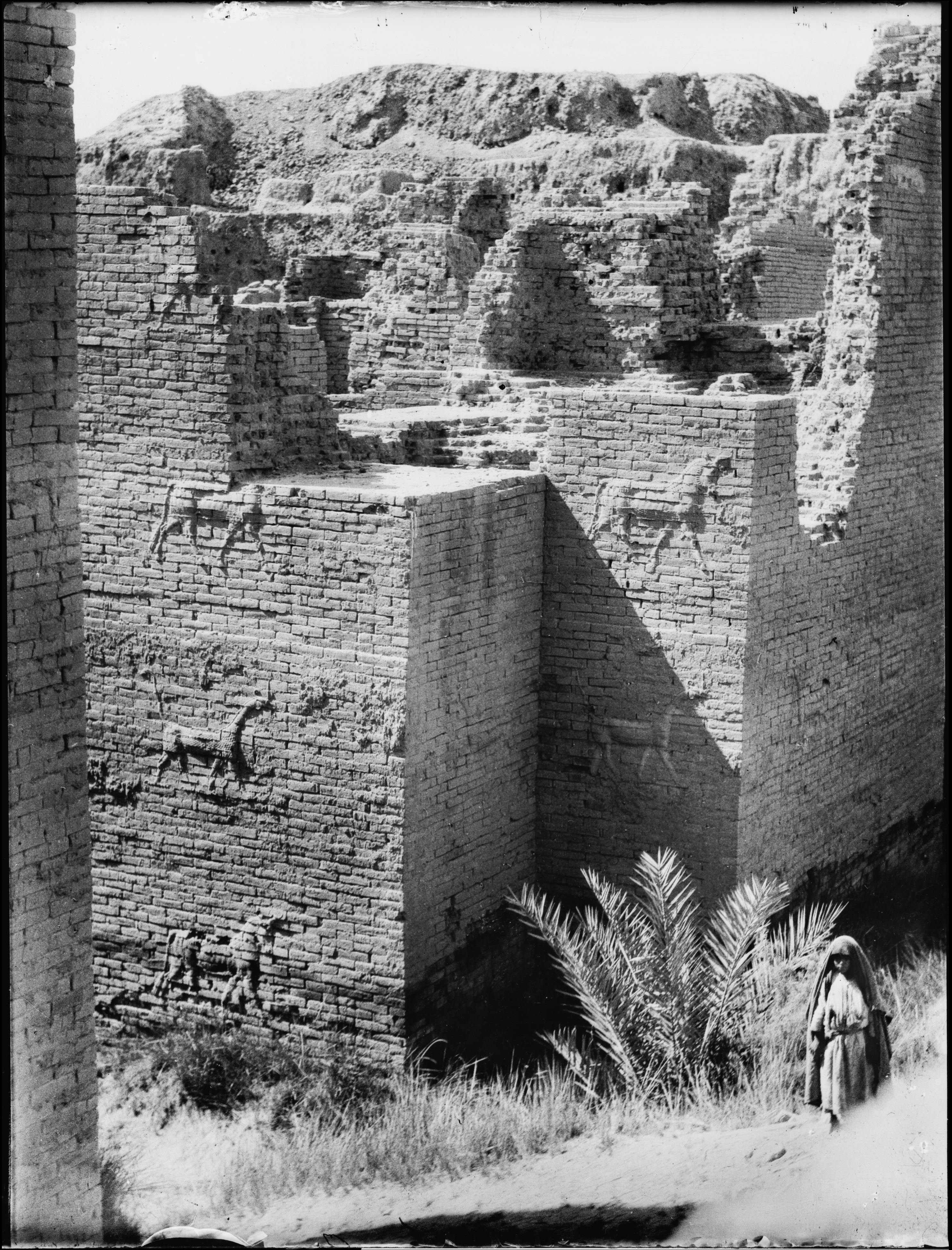
Ảnh phế tích từ thập niên 1930 của di chỉ khai quật tại Babylon
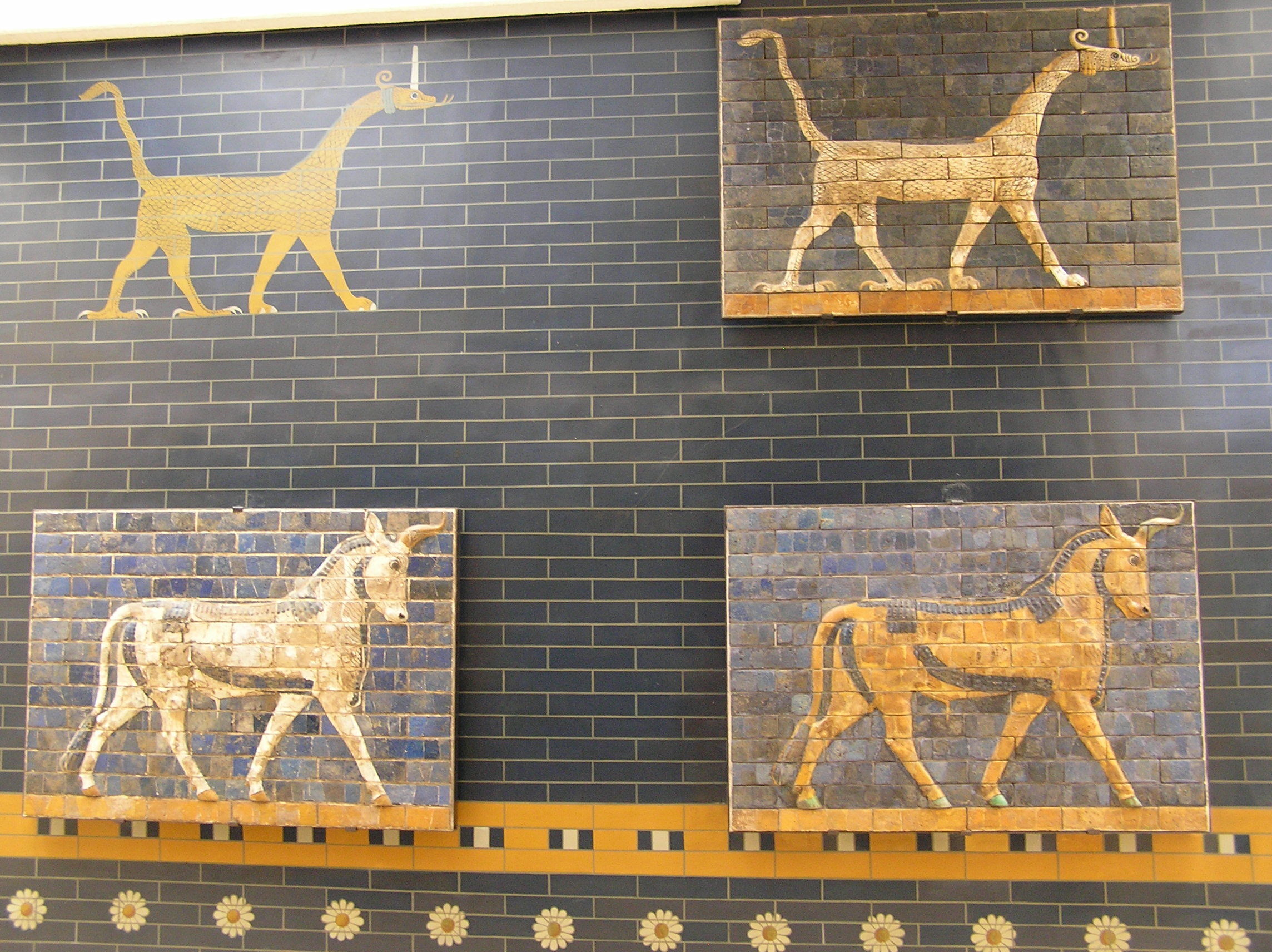
Các con bò rừng châu Âu và rồng từ cổng tại Bản tàng Khảo cổ học Istanbul
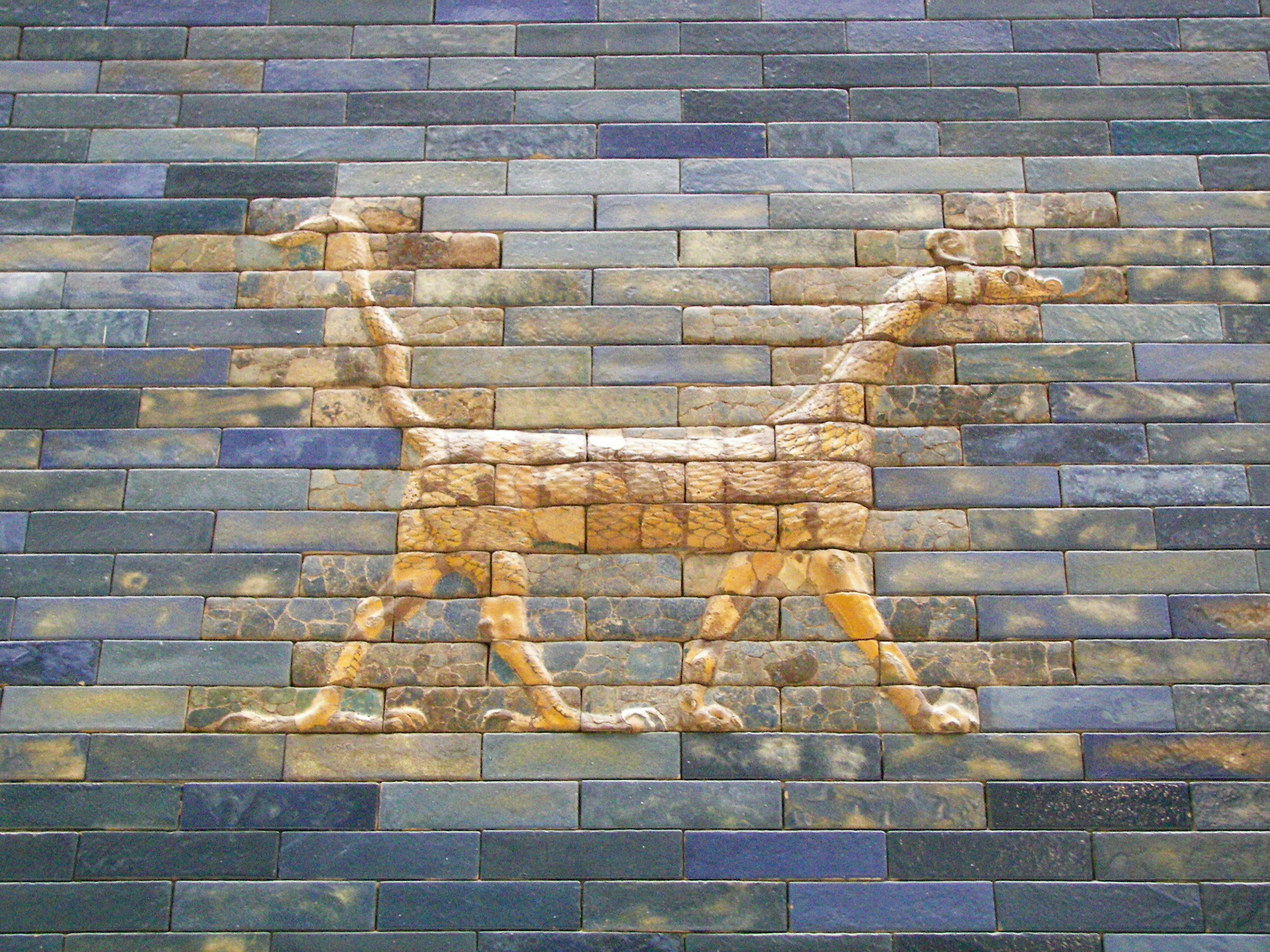
Một trong các con rồng
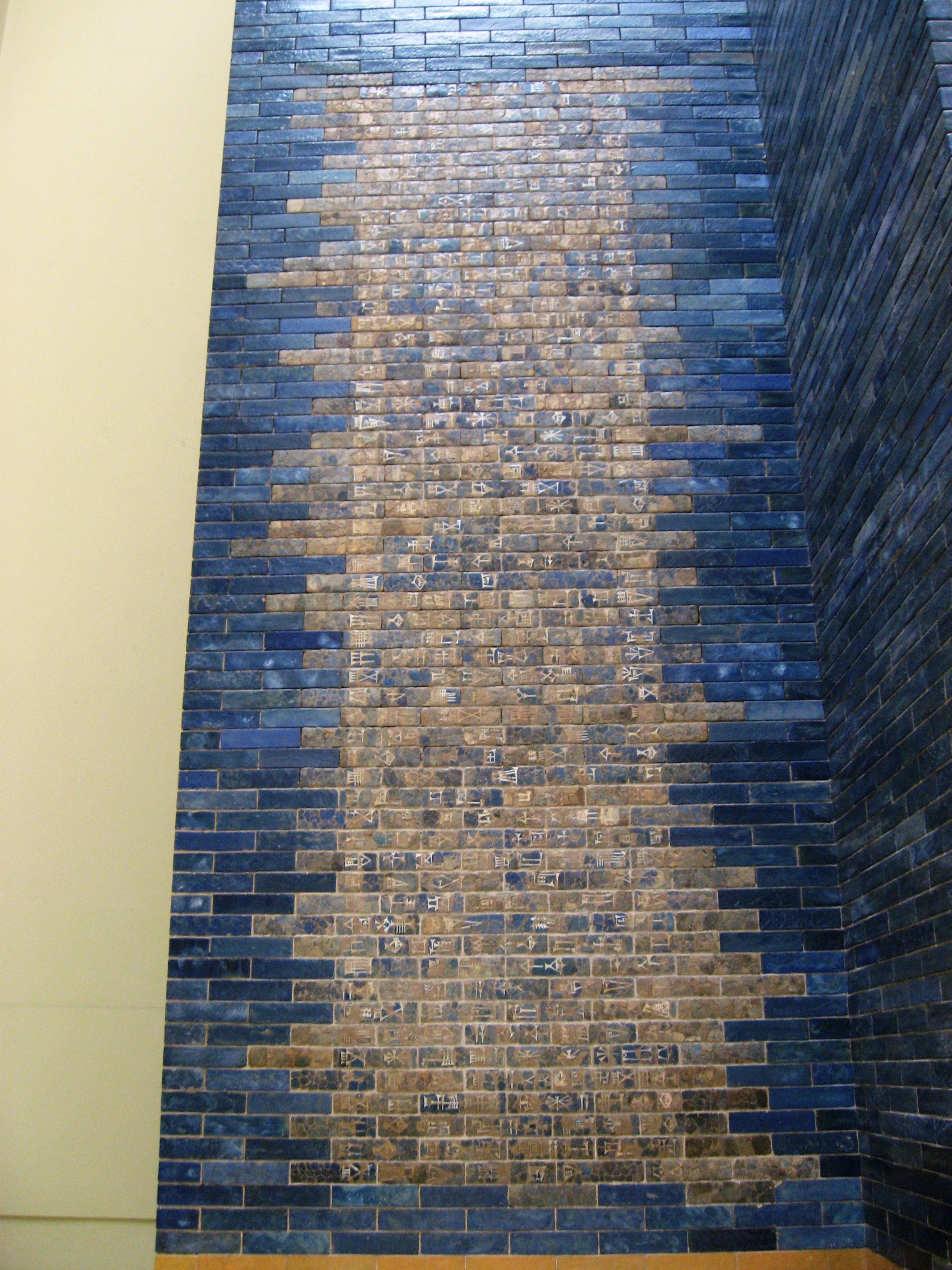
Cấu trúc có câu khắc của vua Nebuchadnezzar II
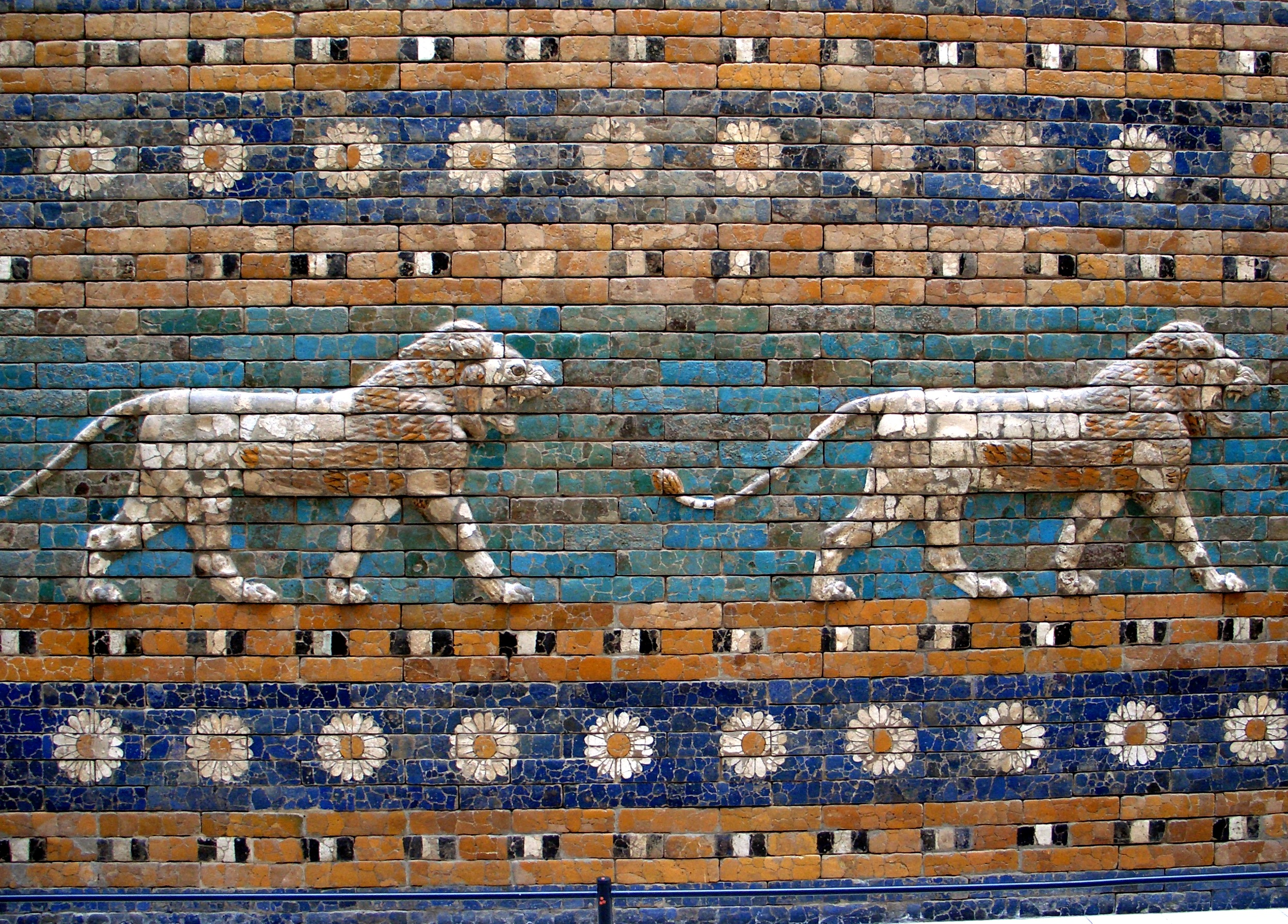
Sư tử và hoa trang trí trên phố diễu hành.
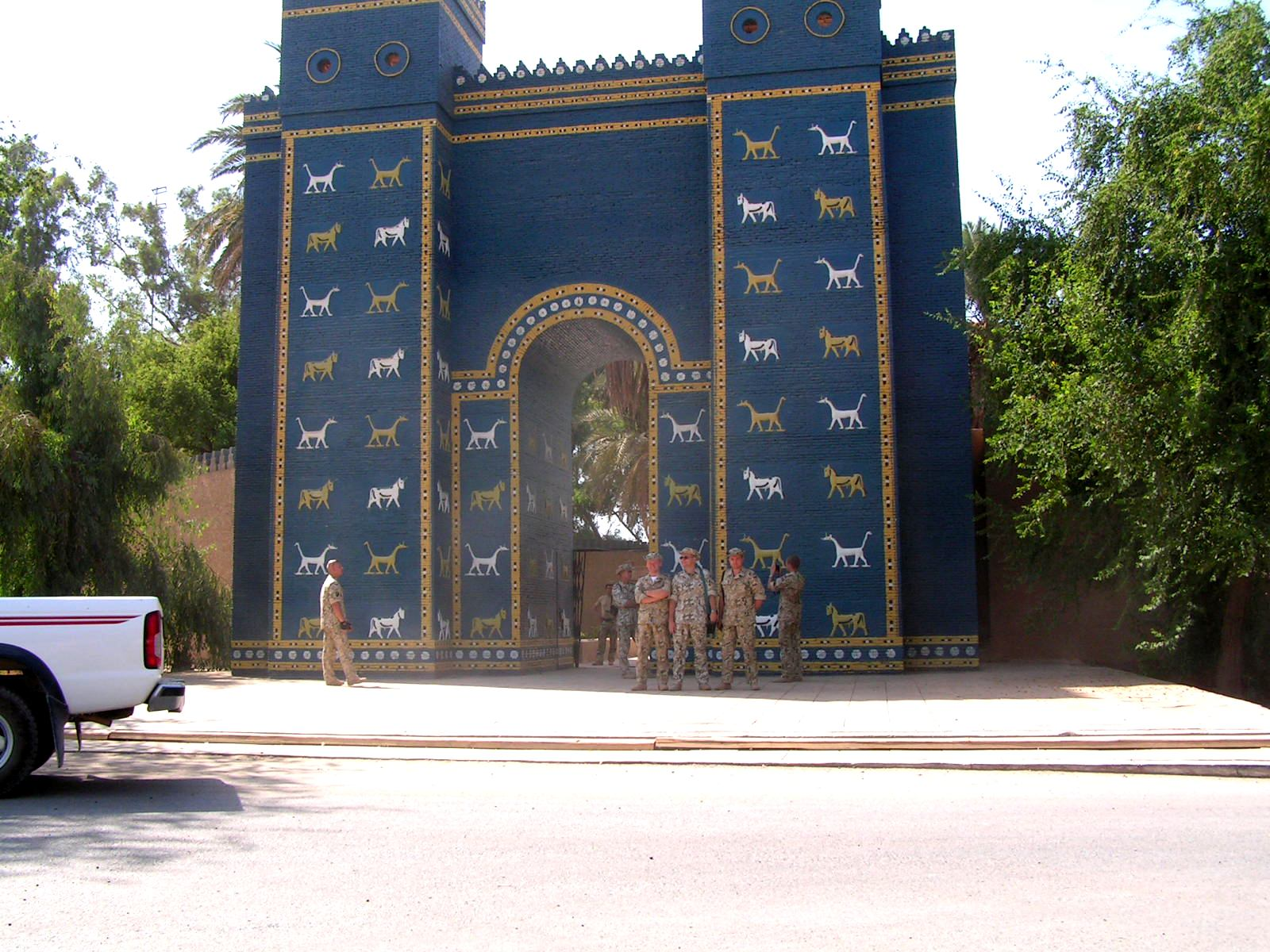
Bản sao cổng Ishtar tại Babylon năm 2004
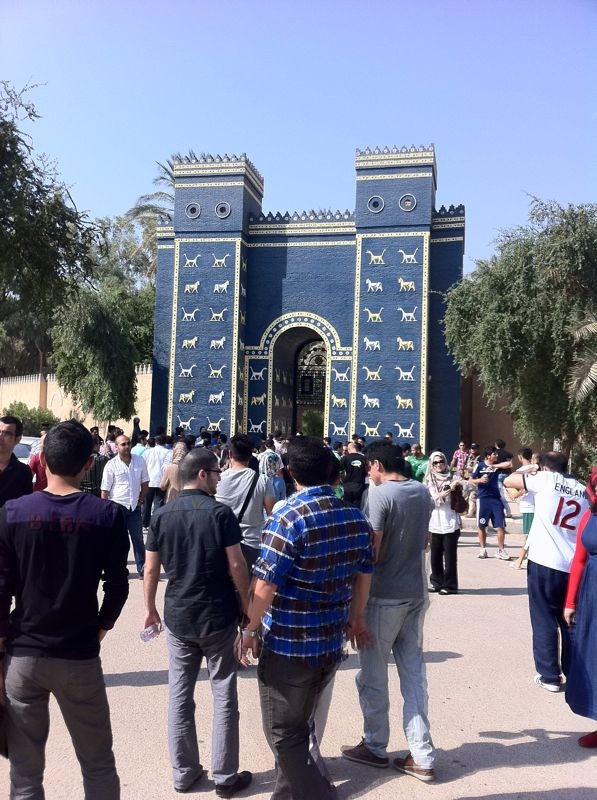
Cổng Ishtar tại Babylon, Iraq năm 2011